# Slaŭharad
Slaŭharad (bělorusky Слаўгарад, rusky Славгород – Slavgorod) je město v Mohylevské oblasti v Bělorusku, správní středisko Slaŭharadského rajónu. K roku 2017 měl přes sedm tisíc obyvatel.

## Poloha
Slaŭharad leží na západním břehu Soži (přítoku Dněpru) u místa, kde se do ní zprava vlévá Proňa.

## Dějiny
Do roku 1945 se Slaŭharad jmenoval Prapojsk (Прапойск, rusky Пропойск – Propojsk).

## Rodáci
- Zacharij Jefimovič Čerňakov (1900–1997), etnolog a jazykovědec
- Arthur Lourié (1892–1966), skladatel